# Лактионов, Валерий Дмитриевич
Валерий Дмитриевич Лактионов (5 декабря 1958) — советский футболист, полузащитник.

## Биография
На взрослом уровне начал выступать в 1978 году в составе «Ростсельмаша» во второй лиге, провёл в команде два сезона.
В 1980 году перешёл в ростовский СКА. Дебютный матч в высшей лиге сыграл 3 апреля 1980 года против львовских «Карпат», отыграв все 90 минут. В первом сезоне сыграл 13 матчей в высшей лиге, большую часть из них провёл в первом круге. В самом начале сезона 1981 года сыграл один матч в Кубке СССР, после чего покинул команду.
Весной 1981 года вернулся в «Ростсельмаш», где провёл ещё три сезона. В общей сложности за ростовский клуб сыграл в первенствах СССР 152 матча и забил 16 голов.
После ухода из «Ростсельмаша» выступал за «Атоммаш» (Волгодонск) во второй лиге, а также за коллективы физкультуры.
Дальнейшая судьба неизвестна.